# 拉科齊·捷爾吉二世
拉科齊·捷爾吉二世（匈牙利語：II. Rákóczi György），外西凡尼亞大公，拉科齊·捷爾吉一世之子，1648年至1660年在位。

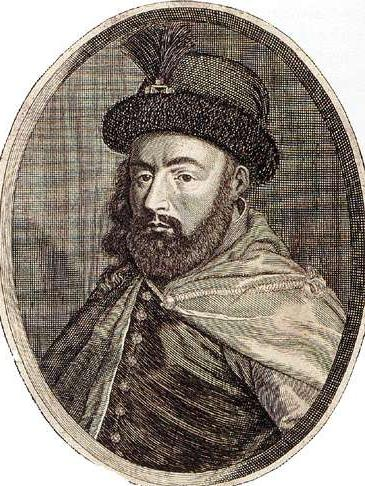

1643年，捷爾吉二世與巴托里·索菲亞結婚，兩人的兒子是拉科齊·費倫茨一世。